# تشيدي شيكيري
تشيدي شيكيري (بالإنجليزية: Tchidi Chikere)‏ (مواليد 10 أكتوبر 1975)، هُو مُمثل ومُخرج أفلام نيجيري. فاز تشيدي بجائزة أفضل مُخرج ضمن حفل توزيع جوائز أفريقيا ماجيك للمشاهدين.